# At-Tafila (provins)
at-Tafila, formellt Muhafazat at-Tafila (arabiska: محافظة الطفيلة), är en av Jordaniens tolv provinser (muhafaza).  Den administrativa huvudorten är at-Tafila. Provinsen gränsar mot provinserna al-Karak, Maan och Aqaba samt mot Israel.
Provinsen hade 75 267 invånare år 20404, på en yta av 2 114 km².

## Administrativ indelning
Provinsen är indelad i tre distrikt (liwa):
- al-Hasa
- Qasabat at-Tafila
- Busayra